# Caller’s Bane
Caller’s Bane (дословно — «Проклятие звонящего»; ранее известна как Scrolls (с англ. — «Свитки»)) — тактическая ролевая игра, разработанная Mojang Studios. Игра сочетает в себе элементы из коллекционных карточных игр и традиционных настольных игр. Первоначально была задумана и разработана Якобом Порсером (швед. Jakob Porsér) вместе c Маркусом Перссоном. В Caller’s Bane используется игровой движок Unity, что позволяет запускать её на нескольких игровых платформах.

## Разработка
Scrolls была анонсирована 2 марта 2011 года, и является четвёртой по счёту игрой от студии Mojang. Открытое бета-тестирование началось 3 июня 2013 года.
Летом 2015 года Mojang объявила о закрытии проекта. С тех пор игра больше не разрабатывалась и не обновлялась, а работа серверов поддерживалась лишь год, до июля 2016 года.
Затем работа серверов была восстановлена и поддерживалась до 13 февраля 2018 года. После разработчики заявили о том, что планируют выпустить исполняемый файл сервера в открытый доступ для всего сообщества.

## Выпуск
11 декабря 2014 года Mojang закончили период бета-тестирования и выпустили игру на платформах PC, Mac и планшетах под Android. Условно бесплатная демоверсия доступна на сайте проекта.

## Восприятие

### Отзывы критиков
| Сводный рейтинг | Сводный рейтинг |
| Агрегатор       | Оценка          |
| --------------- | --------------- |
| Metacritic      | 73/100          |

Лучшая карточная игра 2013 года по версии портала Игромания.ру.